# Franz Josef Popp
Franz Josef Popp, född 14 januari 1886 i Wien, död 29 juli 1954 i Stuttgart, var en tysk företagsledare, chef för BMW 1922-1942 Popp tog avgörande beslut i BMW:s utveckling under sina 20 år som chef för koncernen 
Popps karriär tog fart vid Rapp-Motorenwerke i München där Popp fick en order från den österrikiska armén att bygga en flygmotor från Austro-Daimler. Popp övertog ledningen av fabriken som samtidigt bytte namn till Bayerische Motorenwerke - BMW. Konstruktören Max Friz från Daimler i Stuttgart blev samtidig företagets ledande konstruktör. Flygmotorn BMW III blev en stor framgång och Popp kunde under några år förvandla ett konkursmässigt företag till Tysklands störst flygmotortillverkare med 3500 anställda. Framgångarna låg bland annat i de stora beställningar som skedde under första världskriget och efter kriget hamnade företaget i en kris. Popp kom nu tillsammans med Camillo Castiglioni att skapa ett nytt BMW och tog samtidigt över Bayerische Flugzeugwerkes lokaler. 1923 tog Popp tillsammans med Friz fram den första motorcykeln BMW R32 och från 1925 återupptogs flygmotortillverkningen. Senare återgrundades Flugmotorenfabrik Eisenach GmbH (1936) och BMW köpte upp Brandenburgische Motorenwerke (1939).